# Ames (Texas)
Ames és una població dels Estats Units a l'estat de Texas. Segons el cens del 2000 tenia 1.079 habitants.

## Demografia
Segons el cens del 2000, Ames tenia 1.079 habitants, 407 habitatges, i 293 famílies. La densitat de població era de 131,4 habitants/km².
Dels 407 habitatges en un 31,2% hi vivien nens de menys de 18 anys, en un 42,3% hi vivien parelles casades, en un 24,8% dones solteres, i en un 27,8% no eren unitats familiars. En el 25,1% dels habitatges hi vivien persones soles el 9,1% de les quals corresponia a persones de 65 anys o més que vivien soles. El nombre mitjà de persones vivint en cada habitatge era de 2,65 i el nombre mitjà de persones que vivien en cada família era de 3,18.
Per edats la població es repartia de la següent manera: un 28,3% tenia menys de 18 anys, un 8,2% entre 18 i 24, un 25,3% entre 25 i 44, un 24,7% de 45 a 60 i un 13,5% 65 anys o més.
L'edat mediana era de 36 anys. Per cada 100 dones de 18 o més anys hi havia 83,4 homes.
La renda mediana per habitatge era de 23.421 $ i la renda mediana per família de 26.429 $. Els homes tenien una renda mediana de 28.833 $ mentre que les dones 21.250 $. La renda per capita de la població era de 12.491 $. Aproximadament el 28,6% de les famílies i el 31,6% de la població estaven per davall del llindar de pobresa.

## Poblacions més properes
El següent diagrama mostra les poblacions més properes.